# 弗拉基米尔·西尼亚戈夫斯基
弗拉基米尔·伊里奇·西尼亚戈夫斯基（羅馬化：Vladimir Il'yich Sinyagovskiy；1948年8月9日—）是俄罗斯政治人物，第七届国家杜马议员。
1982年，西尼亚戈夫斯基毕业于库班国立农业大学。1985年至1993年间，他3次当选斯拉维扬斯克区人民代表委员会代表。1992年至1996年间，他担任斯拉维扬斯克区行政长官。2002年，他连续3届担任新罗西斯克市长直至2016年。2016年，他当选第七届国家杜马议员。